# ذاكرة وراثية
الذاكرة الوراثيّة مصطلح يُستخدم لوصف مجموعة من العمليات في علم الأحياء وعلم النفس حيثُ تمنحُ المادة الوراثيّة ذاكرة لتاريخ فرد أو نوع ما. ويُمكن أن يدل على الشيفرة الجينيّة للـدنا(بالإنجليزية:  DNA)‏, أو التغيرات في المادة الوراثيّة, أو الغريزة المتوارثة, أو الذاكرة العرقيّة في علم النفس. ويُستخدم هذا المُصطلح أيضاً للدلالة على إحدى طرق التنبؤ في الحاسوب.

## علم الأحياء
في علم الأحياء؛ تُأخذ الذاكرة بعين الاعتبار إذا كانت حالة النظام البيولوجي تعتمد على تاريخه الماضي بالإضافة إلى الظروف الحاليّة. فإذا كانت هذه الذاكرة مسجلة في المادة الوراثيّة ويتم توريثها بشكل مستقر خلال انقسام الخليّة, فتكون عندها ذاكرة وراثيّة.

## علم الأحياء الجزيئي
في علم الأحياء الجزيئي؛ تستقر الذاكرة الوراثيّة في المادة الوراثيّة للخلية ويتم التعبير عنها خلال الشيفرة الجينيّة المستخدمة لترجمتها إلى بروتينات. وتُمكّن الشيفرة الجينيّة الخلايا من ترجمة المعلومات اللازمة لبناء جزيئات البروتين التي تكوّن الخلايا الحيّة وتسجل وتخزن مخطط أحادي البعد لكل الأجزاء التي يتشكل منها الكائن الحيّ. ويتم تمرير هذا المخطط أو الذاكرة الوراثيّة على شكل مجموعة جينات لنوع محدد (نمط ظاهري أو مُورِّث) من خلية إلى خليّة ومن جيل إلى جيل على شكل جزيئات دنا (DNA). ولذلك يعمل الـDNA كقالب لتركيب وتجميع البروتين. ويُمكن أن يتم تعديل الذاكرة الوراثيّة بواسطة الذاكرة ذات "النشوء اللابنيوي"(2) وهي عمليّة يتم فيها تمرير التغييرات في المادة الوراثيّة خلال الانقسام الخلوي عن طريق عوامل أخرى غير سلاسل الـDNA.

## الذاكرة الجسديّة
إنَّ الذاكرة الجسديّة محدودة بالكائن الحي نفسه ولا يتم نقلها إلى الأجيال اللاحقة. ومع ذلك, قد تتضمن آلياتها الذاكرة الوراثيّة المُستقرة. يُستخدم هذا المصطلح للدلالة على الذاكرة الخلويّة, ذاكرة الحيوانات, وذاكرة النباتات.

## الذاكرة الخلويّة
كل الخلايا في الكائنات الحيّة المتعددة الخليّة تنشأ من انشقاق "خليّة"(1), وتحتوي نفس المادة الوراثيّة (مع بضعة استثناءات). وعلى أية حال, تكون هذه الخلايا قادرة على تسجيل تاريخ تطورها داخل الكائن الحي المؤدي إلى وظائفها المتخصصة وتقييداتها. تستخدم الخلايا غالباً عمليات "نشوئيّة لا بنيويّة"(2) تؤثر على تفاعلات البروتين, وذلك لتسجيل هذه الذاكرة الخلويّة على شكل تغييرات مستقرة للمادة الوراثيّة خلال الانقسام الخلوي, وذلك بدون حدوث تغيير في سلسلة الـDNA نفسها. هذا يحدث عادة عن طريق التغيرات التي تطرأ على بنية "الكروماتين"(3). وكمثال, لدينا أنماط "المزج بالميثان"(4) التي تحصل في جُزيء الـDNA نفسه وفي البروتينات المتضمنة بعمليّة تغليف أو حزم الـDNA.
- في الحيوانات: إنَّ حالة الذاكرة الجسديّة الوراثيّة هي الذاكرة المناعيّة للتجاوب المناعي التكيُّفي عند الفقاريّات. النظام المناعيّ في الجسم قادر على تعلم تمييز أسباب المرض والاحتفاظ بذاكرة عن عمليّة التعلّم هذه, وهذا المبدأ هو أساس نجاح عمليات التلقيح. جينات "الجسم المضاد"(5) في الخلاي اللمفيّة تتركب من مقاطع جينيّة منفصلة, معطيةً كل خلية لمفيّة سلسلة فريدة لتشفير "الجسم المضاد"(5) مؤديةً إلى التنوع الواسع للأجسام المضادة في النظام المناعي. وإذا تم تحفيزها بواسطة "أنتيجين"(6) (واللقاحات على أنواعها أو العدوى المرضيّة هي مثال على هذا التحفيز), فيتم تعديل هذه الأجسام المضادة بشكل دقيق عن طريق طفرات متكررة. ولهذا, نجد أن كل فرد يحمل ذاكرة وراثيّة فريدة لصدامات نظامه المناعي مع الكائنات الممرضة. وهذه الذاكرة, الذاكرة الجسديّة, لا تُمرر للأجيال اللاحقة.
- في النباتات: إنَّ النباتات التي تمر بعمليّة الإزهار تسجل ذاكرة وراثيّة للشتاء لتكسب أهلية الإزهار. تتضمن هذه العمليّة تسجيل مدة التعرض للبرد في الشتاء, ويتم التسجيل خلال إعادة تشكيل "الكروماتين"(3) والتي تؤدي إلى تغييرات مستقرة في الجينات (يُطلق عليه اسم "شيفرة الشتاء"). هذا يؤدي إلى بدء عمليّة الإزهار في الوقت المناسب في بداية الربيع. وكذاكرة جسديّة, لا يتم تمرير هذه الحالة إلى الأجيال اللاحقة ولكن يجب اكتسابها من قِبل كل نبتة بنفسها. وقد افترض عالم الجينات الروسي تروفيم ليسينكو أنَّ عمليّة الإزهار هي ذاكرة جينيّة يتم توريثها بشكل مستقر للأجيال اللاحقة.

## الذاكرة اللابنيويّة المنشأ المتوارثة
في علم الوراثة؛ تستطيع عمليّة الطبعة الجينيّة, أو الأنماط الأخرى من التوريث الغير محدّدة بواسطة سلاسل الـدنا (DNA) فقط, تستطيع أن تُشكل "ذاكرة وراثيّة لابنيويّة المنشأ"(7) يتم تمريرها إلى الأجيال اللاحقة خلال عمليات الانقسام. وعلى النقيض من ذلك, الذاكرة الوراثيّة الجسديّة يتم تمريرها خلال عمليات الانقسام ولكنها محدودة بالفرد نفسه ولا تُمرر إلى الأجيال اللاحقة. تتضمن كِلتَا العمليّتين آليات متشابهة.

## الذاكرة الميكروبيّة
نجد الذاكرة الوراثيّة في الميكروبات على شكل عمليّة عكس لسلاسل DNA محددة بهدف التبديل بين أنماط بديلة للجين.

## التطوُّر
في علم وراثة مجموعات السكان وعلم التطوُّر, تمثل الذاكرة الوراثيّة التاريخ المُسجّل للتغيُّرات التكيُّفيّة في الأنواع. إنَّ انتقاء الكائنات الحيّة التي تحمل الجينات التي تُشفِّر لأفضل جزيئات بروتين متكيّفة, يؤدي إلى تطوّر النوع. ومثال على هكذا ذاكرة وراثيّة هي ردة الفعل المناعيّة الغريزيّة التي تمثل سجل لتاريخ الميكروبات والجراثيم المنتشرة التي تمت مواجهتها بواسطة النظام المناعي خلال التاريخ التطوُّري للنوع. وعلى عكس الذاكرة الجسديّة لردة الفعل المناعيّة التكيُّفيّة, فإنَّ ردة الفعل المناعيّة الغريزيّة حاضرة منذ الولادة ولا تتطلب من نظام المناعة أن يتعلم تمييز الجراثيم والميكروبات.
خلال تاريخ نظريّات التطوّر, قد كانت الذاكرة الوراثيّة المُقتَرحة لتجارب الفرد الخاصة وتأثيرات البيئة, كانت جزء مركزي من نظريّة لامارك لتوضيح عمليّة توريث التغيُّرات التطوُّريّة.

## السلوك الحيواني
في علم الإيثولوجيا تدل الذاكرة الوراثيّة على عمليّة توريث الغريزة عند الحيوانات والبشر على حد سواء.

## هوامش
1. pluripotent zygote: خليّة تنشأ من اتحاد خليّتين جرثوميّتين, قادرة على إنتاج عدة أنواع من الخلايا.
2. epigenesist: النشوء اللابنيويّ.
3. chromatin: المادة التي تتشكل منها الكروموسومات, و تتكوّن من بروتين وDNA.
4. methylation: عمليّة تبديل ذرات الهايدروجين بمجموعة من الميثان.
5. antibody: جزيئات بروتين تتكون في الدم لمقاومة الباكتيريا.
6. antigen: مادة غريبة عن الجسم تدفعه لإستجابة مناعية.
7. Inherited epigenetic memory: ذاكرة وراثيّة لابنيويّة المنشأ.

## مصدر
ترجمة Godzela عن الويكيبيديا بالإنكليزية